# Cephalophus ogilbyi
Cephalophus ogilbyi або Дуїкер Огілбі — вид парнокопитних ссавців родини Бикові (Bovidae). Це невелика антилопа, що живе у Сьєрра-Леоне, Ліберії Гані, на південному сході Нігерії, на острові Біоко та, можливо, в Габоні. Cephalophus crusalbum і Cephalophus brookei в минулому виділяли як підвидів дуїкера Огілбі, вважаються окремими видами з 2011 року.
Дорослі дуїкери цього виду в середньому мають висоту в плечах 56 см і вагу до 20 кг. Вони різняться за кольором від каштанового до темно-коричневого. Дуїкер Огілбі мешкає в основному у високогірних тропічних лісах, де харчуються фруктами, що падають з дерев. Загальну чисельність приблизно оцінюють в 12 000 голів.